# Раунд, Дороти
Дороти Эдит Раунд (англ. Dorothy Edith Round, в замужестве Раунд-Литтл, Round Little; 13 июля 1909, Дадли, Вустершир (ныне Западный Мидлендс) — 12 ноября 1982, Киддерминстер, Вустершир) — британская теннисистка, первая ракетка мира в 1934 году.
- Трёхкратная победительница турниров Большого шлема в одиночном разряде
- Трёхкратная победительница Уимблдонского турнира в смешанном парном разряде
- Член сборной Великобритании в Кубке Уайтмен с 1931 по 1936 год
- Член Международного зала теннисной славы с 1986 года

## Биография
Дороти Раунд начала играть в теннис с 12 лет. В 15 лет она приняла участие в своём первом турнире, где в первом же круге уступила известной теннисистке Джоан Стросон, но оказала той такое упорное сопротивление, что Стросон предсказала ей большое будущее. В 1927 году Раунд выиграла чемпионат графства, а со следующего года уже играла на Уимблдоне. После первых двух неудачных выступлений ей занялся ведущий японский теннисист Рюки Мики, который сумел поставить ей технику игры.
Раунд громко заявила о себе в 1931 году, дойдя до четвертьфинала одиночного турнира на Уимблдоне, а затем пробившись в финал чемпионата США в женском парном разряде. Её партнёршей была американка Хелен Джейкобс, и в финале они проиграли британской паре. В 1932 году Раунд выиграла чемпионат Великобритании на хардовых кортах, а в четвертьфинале Уимблдона была разгромлена знаменитой Хелен Уиллз-Муди. В 1933 году она дошла на Уимблдоне до своего первого финала турнира Большого шлема в одиночном разряде и дала бой Уиллз-Муди — один из самых трудных в карьере многолетней первой ракетки мира, окончившийся со счётом 6-4, 6-8, 6-3 в пользу американки. В полуфинале чемпионата США она проиграла Джейкобс — второй ракетке США.
В 1934 году Раунд второй раз подряд дошла до финала на Уимблдоне, где взяла реванш у Джейкобс, добившись успеха благодаря активной игре у сетки. Помимо одиночного разряда, она выиграла Уимблдонский турнир и в смешанных парах с Рюки Мики и в традиционном обзоре газеты The Telegraph была названа лучшей теннисисткой мира по итогам года.
В 1935 году Раунд стала победительницей чемпионате Австралии в одиночном разряде — первой из иностранных теннисисток — и во второй раз подряд победила в миксте на Уимблдоне, где её партнёром стал другой лидер британского тенниса Фред Перри. На следующий год она довела число чемпионских титулов в миксте до трёх, а в 1937 году, будучи посеяна седьмой, вторично выиграла Уимблдон в одиночном разряде после побед над Джейкобс, ведущей французской теннисисткой Симон Матьё и представляющей Польшу Ядвигой Енджеёвской. Таким образом она стала одной из двух британских теннисисток, наряду с Китти Маккейн, кому удалось дважды выиграть Уимблдонский турнир после Первой мировой войны. В этом же году её карьера фактически подошла к концу после того, как в сентябре она вышла замуж за доктора Дугласа Литтла. Её последнее выступление на Уимблдоне состоялось в 1939 году; она не была посеяна, но прошла до четвёртого круга.
Дороти Раунд с 1933 по 1937 год входила в десятку сильнейших теннисисток мира по версии The Telegraph (закончив сезон на первом месте в 1934 году). Помимо индивидуальных успехов, она шесть лет подряд входила в состав сборной Великобритании в Кубке Уайтмен — ежегодной серии матчей между женскими теннисными командами США и Великобритании, однако в командных встречах с американками она выступала менее успешно, победив только в четырёх играх и уступив в семи.
Дороти Раунд-Литтл ещё много лет не покидала теннис, после окончания активной карьеры работая как тренер, журналист и администратор. Ещё во время выступлений она выпустила два учебника игры — «Современный лаун-теннис» (1935) и «Теннис для девочек» (1938). В 1960-е и 70-е годы она возглавляла Лаун-теннисную ассоциацию Вустершира. Она скончалась 11 ноября 1982 года. В 1986 году имя Дороти Раунд-Литтл было внесено в списки Международного зала теннисной славы.

## Участие в финалах турниров Большого шлема за карьеру (9)

### Одиночный разряд (3+1)
| Результат | Год  | Турнир                  | Соперница в финале | Счёт в финале |
| --------- | ---- | ----------------------- | ------------------ | ------------- |
| Поражение | 1933 | Уимблдонский турнир     | Хелен Уиллз-Муди   | 4-6, 8-6, 3-6 |
| Победа    | 1934 | Уимблдонский турнир     | Хелен Джейкобс     | 6-2, 5-7, 6-3 |
| Победа    | 1935 | Чемпионат Австралии     | Нэнси Лайл-Гловер  | 1-6, 6-1, 6-3 |
| Победа    | 1937 | Уимблдонский турнир (2) | Ядвига Енджеёвская | 6-2, 2-6, 7-5 |

### Женский парный разряд (0+1)
| Результат | Год  | Турнир        | Партнёр        | Соперницы в финале                       | Счёт в финале |
| --------- | ---- | ------------- | -------------- | ---------------------------------------- | ------------- |
| Поражение | 1931 | Чемпионат США | Хелен Джейкобс | Эйлин Беннетт-Уиттингстолл Бетти Натхолл | 2-6, 4-6      |

### Смешанный парный разряд (3+1)
| Результат | Год  | Турнир                  | Партнёр    | Соперники в финале            | Счёт в финале |
| --------- | ---- | ----------------------- | ---------- | ----------------------------- | ------------- |
| Победа    | 1934 | Уимблдонский турнир     | Рюки Мики  | Дороти Шеферд Банни Остин     | 3-6, 6-4, 6-0 |
| Поражение | 1935 | Чемпионат Австралии     | Фред Перри | Луиза Бикертон Кристиан Бусю  | 6-1, 3-6, 3-6 |
| Победа    | 1935 | Уимблдонский турнир (2) | Фред Перри | Нелл Холл-Хопман Гарри Хопман | 7-5, 4-6, 6-2 |
| Победа    | 1935 | Уимблдонский турнир (3) | Фред Перри | Сара Палфри Дон Бадж          | 7-9, 7-5, 6-4 |